# Hayden Byerly
Hayden Byerly (Lakewood, 11 de octubre del 2000) es un actor estadounidense que comenzó su carrera profesional como actor infantil a los diez años. Actualmente es conocido por su actual papel de Jude Adams Foster en la serie dramática The Fosters de Freeform.

## Primeros años
Hayden nació el 11 de octubre del 2000 en Lakewood, Colorado, y se crio en Littleton, Colorado. A la edad de diez años su familia decidió vivir en Los Ángeles, California, y fue allí donde él decidió dedicarse a la actuación. Su interés en la actuación comenzó a desarrollarse imitando a sus personajes favoritos de cine y televisión. Tiene un hermano menor, Landen Byerly.

## Carrera
Byerly comenzó su carrera de actor tras ganar el primer lugar en un concurso de talento nacional en Orlando, Florida. En el 2011 hace su primer papel en televisión como invitado en el programa Zeke & Luther de Disney XD, donde interpreta a un líder de un equipo de baloncesto. Este mismo año hace su debut en el cine con un papel protagonista en la película de terror 11/11/11 como Nathan Vales.
En el 2012 obtiene un papel recurrente en la serie Parenthood de la NBC, donde interpreta a un niño en silla de ruedas que se convierte en el mejor amigo de Max Braverman (interpretado por Max Burkholder). Ese mismo año prestó su voz en los videojuegos Call of Duty: Black Ops 2 y Lightning Returns: Final Fantasy XIII.
En el 2013 se convirtió en personaje principal de la serie The Fosters de Freeform, interpretando a Jude Adams Fosters, un chico de 12 años que estaba en una casa de acogida donde era maltratado por su padre de acogida y que posteriormente sería adoptado por la familia Adams Forsters.

## Vida personal
Sus intereses incluyen el leer libros de acción y aventura, resolver problemas matemáticos, el baloncesto y videojuegos. Él y Gavin MacIntosh han luchado contra el acoso escolar, animando a los jóvenes a respetar las diferencias con una campaña llamada "Be Good to Each Other".

## Filmografía
Cine
| Año  | Título   | Rol          |
| ---- | -------- | ------------ |
| 2011 | 11/11/11 | Nathan Vales |

Televisión
| Año       | Título           | Rol                   | Notas                                 |
| --------- | ---------------- | --------------------- | ------------------------------------- |
| 2011      | Zeke & Luther    | Skunk Wetzel          | Episodio: "Luther cumple cuatro años" |
| 2011—2014 | Parenthood       | Micah Watson          | Recurrente (5 episodios)              |
| 2013      | Princesita Sofia | Príncipe Gustav (voz) | Episodio: "Just One of the Princes"   |
| 2013—2018 | The Fosters      | Jude Adams Fosters    | Personaje principal                   |

Videojuegos
| Año  | Título                                | Rol                 | Notas |
| ---- | ------------------------------------- | ------------------- | ----- |
| 2012 | Call of Duty: Black Ops 2             | David Mason (joven) | Voz   |
| 2012 | Lightning Returns: Final Fantasy XIII | Voces adicionales   | Voz   |

- Datos: Q16202042